# NGC 6850
NGC 6850 est une vaste galaxie lenticulaire barrée située dans la constellation du Télescope. Sa vitesse par rapport au fond diffus cosmologique est de 4 866 ± 21 km/s, ce qui correspond à une distance de Hubble de 71,8 ± 5,0 Mpc (∼234 millions d'al). NGC 6850 a été découverte par l'astronome britannique John Herschel en 1836.
À ce jour, une mesure non basée sur le décalage vers le rouge (redshift) donne une distance d'environ 57,100 Mpc (∼186 millions d'al). Cette valeur est à l'extérieur des valeurs de la distance de Hubble. Notons que c'est avec la valeur moyenne des mesures indépendantes, lorsqu'elles existent, que la base de données NASA/IPAC calcule le diamètre d'une galaxie et qu'en conséquence le diamètre de NGC 6850 pourrait être d'environ 76,7 kpc (∼250 000 al) si on utilisait la distance de Hubble pour le calculer.

## Supernova
La supernova SN 1984K a été découverte dans NGC 6850 le 2 aout 1984 par l'astronome chilienne Marina Wischnjewsky de l'université de Santiago. Le type de cette supernova n'a pas été déterminé.